# The Best of...
The Best of… je kompilační album brněnské rockové skupiny Bronz, která existovala v letech 1981 až 1984 pod vedením Pavla Váněho. Album vyšlo v roce 2007 (viz 2007 v hudbě).
The Best of… je téměř kompletní přehled tvorby Bronzu, jehož existence byla ukončena kvůli nátlaku socialistického režimu v polovině 80. let. Přesto skupina stihla vydat dva singly a jako pohrobek nahrála a roku 1986 vydala album Zimní království, což je zkrácená a upravená část tehdejšího koncertního programu Bronzu. Zimní království však nikdy nebylo vydáno na CD. Teprve v roce 2007 se Pavel Váně rozhodl vydat souhrnné CD s celou oficiálně vydanou diskografií Bronzu a dalšími, do té doby nevydanými písněmi.

## Seznam skladeb
1. „Černobílá“ (Váně/Huvar) – 4:19
Ze singlu Poprvé v Praze (1983)
2. „Hlídač svítání“ (Váně/Huvar) – 3:34
3. „Zimní království“ (Váně/Huvar) – 7:38
Dvě skladby z alba Zimní království (1986)
4. „Zhasněte sál“ (Váně/Huvar) – 3:37
Nevydaná skladba
5. „Hvězda ticha“ (Váně/Smetanová) – 4:33
6. „Noc je skvělá“ (Váně/Smetanová) – 3:06
7. „Tvé oči v 50. poschodí“ (Váně/Smetanová) – 5:13
8. „Svítá v vás“ (Váně/Smetanová) – 4:44
Čtyři skladby z alba Zimní království (1986)
9. „Spěchá se, spěchá“ (Váně/Čech) – 3:39
10. „Objednávej smích“ (Váně/Wykrent) – 4:16
Singl (1982)
11. „Poprvé v Praze“ (Váně, Forró/Čech) – 3:03
Singl (1983)
12. „Horký Bronz“ (Forró/Čech) – 2:45
Nevydaná skladba
13. „Sahara“ (Váně/Smetanová) – 4:10
14. „Zlato na ulici“ (Váně/Smetanová) – 3:21
Dvě skladby z alba Zimní království (1986)
15. „Křídla tak mít (demo)“ (Váně, Forró/Lašek) – 3:10
16. „Týden zázraků (demo)“ (Váně/Wykrent) – 4:25
Nevydané skladby